# Кама
Ка́ма (рос. Кама, удм. Кам, тат. Чулман, Чолман) — річка у європейській частині Росії, ліва і найбільша притока Волги. Довжина — 1 805 км, площа басейну — 507 000 км².

## Характеристика

### Течія
Бере початок в центральній частині Верхньокамської височини Східно-Європейської рівнини з чотирьох джерел, розташованих поблизу села Куліги Удмуртія. Тече в основному між височинами Високого Заволжя по широкій долині. У верхів'ях (від витоків до гирла річки Пільви) річище нестійке і звивисто, на заплаві стариці.
Після впадіння річки Вишера стає багатоводною річкою; береги змінюються: правий залишається низовинним і носить переважно луковий характер, лівий майже скрізь стає піднесеним і місцями урвистим. На цій ділянці багато островів, зустрічаються мілини і перекочування. Нижче за впадіння річки Білої у Ками високим стає правий берег і низьким лівий. У пониззях Кама тече в широкій (до 15 км) долині, ширина річища 450—1200 м; розбивається на рукави. Нижче за гирло річки Вятка річка впадає в Камську затоку Куйбишевського водосховища (підпір від якого іноді доходить до гирла річки Білої).

### Річковий басейн
У басейні річки Кама 73 718 річок, з них 94,5 % складають дрібні річки завдовжки менше 10 км. Основні притоки ліворуч — Південна Кельтма, Вишера з Колвою, Чусова з Силвою, Біла з Уфою, Гик, Зай; праворуч — Коса, Обва, Вятка. Всі праві притоки Ками (Коса, Уролка, Кондас, Іньва, Обва) і частина лівих (Весляна, Лун'я, Леман, Південна Кельтма) — це рівнинні річки, текучі з півночі. Гірські, холодні і стрімкі річки беруть початок в Уральських горах і впадають в річку Кама ліворуч (Вишера, Яйва, Косьва, Чусова і низка їх приток).

### Морфометричні характеристики
На річці створено 3 водосховища і ГЕС: від гирла річки Уролка (996 км від гирла Ками) починається Камське водосховище (Камська ГЕС), нижче — Воткінське водосховище (Воткінська ГЕС), за ним — Нижньокамське водосховище (Нижньокамська ГЕС).
Живлення переважне снігове, а також підземне і дощове; за весняну повінь (березень — червень) проходить більш 62,6 % річного стоку, влітку і восени — 28,3 %, взимку — 9,1 %. Коливань рівня до 8 м у верхів'ях і 7 м в низов'ях. Середня витрата у Камської ГЕС 1630 м³/сек, у Воткинської ГЕС близько 1750 м³/сек, у гирлі близько 3500 м³/сек, найбільший близько 27 500 м³/сек. Замерзання супроводжується рясним утворенням внутрішньоводного льоду і льодоходом від 10 до 20 діб. Льодостав з початку листопада у верхів'ях і кінця листопада в низов'ях до квітня. Весняний льодохід від 2—3 до 10—15 діб. Створення водосховищ поліпшило судноплавні умови. Кама судноплавна до селища Керчевський (966 км) — найбільшого сплоточного рейду, а у високу воду — ще на 600 км. Судноплавні глибини на нижній Камі підтримуються днопоглиблювальними роботами.

## Притоки

### Праві притоки
- 38 Нілкам 24 км
- 46 Паделіха 4 км
- 47 Коза 10 км
- Давидовка
- Коза
- 122 Леман 32 км
- 159 Кедра 16 км
- 168 Пах 12 км
- 215 Колич 92 км
- 233 Зюзьба 11 км
- 244 Чус 67 км
- 277 Нярпа 13 км
- 286 Сюзьва 65 км
- 297 Чорна 38 км
- Глибока
- 318 Чула 10 км
- 417 Ким 80 км
- 426 Чус 45 км
- 441 Бузіма 16 км
- Уртомка
- 463 Іма 43 км
- 495 Кужва 76 км
- 518 Пісеговка 11 км
- 538 Тупрунка 16 км
- 564 Погва 17 км
- 569 Березовка 12 км
- 583 Пуншим 16 км
- 599 Вольва 15 км
- 607 Пий 22 км
- 610 Вес 21 км
- 631 Тодья 14 км
- 696 Коса 267 км
- 703 Світлиця 30 км
- 780 Сумич 97 км
- 809 Уролка 140 км
- Грем'ячевка
- Вільва
- Лисьва
- Нечаїха
- Кондас
- Таманка
- Бистра
- Тузым
- Городищенка
- Пожва
- Усть-Пожвинка
- 995 Іньва 257 км

### Ліві притоки
- 5 Камка 6,5 км
- 15 Живодьоровка 4,5 км
- 21 Шайтановка 7,5 км
- 54 Ольховка 10 км
- 76 Лоп'я 38 км
- 81 Кампизеп 46 км
- 82 Малий Пизеп 12 км
- 96 Сардай 15 км
- 102 Північний Сардай 11 км
- 138 Сьова 68 км
- 149 Литка 78 км
- 153 Ченог (струмок) 23 км
- 165 Ченог (річка) 26 км
- 175 Томизь 58 км
- 188 Нірім 53 км
- 197 Кая 29 км
- 204 Неополь 67 км
- 211 Вок 39 км
- 225 Пура 15 км
- 243 Ченег 19 км
- 254 Пуговка 11 км
- 260 Зуйкарка 16 км
- Лаптаха
- 275 Шолім 25 км
- Лосперський
- Полоусний
- Кочега
- 332 Луп'я 135 км
- 365 Рита 38 км
- 384 Волосниця 94 км
- 399 Нирмич 98 км
- 456 Луп'я 34 км
- 512 Пиєлка 18 км
- 544 Пориш 131 км
- 561 Сейва 20 км
- 583 Ліз 17 км
- 606 Велика Сордва 12 км
- 612 Весляна 266 км
- 624 Луп'я 128 км
- 630 Леман 88 км
- 633 Язевка 16 км
- Істок Тилти
- 745 Південна Кельтма 172 км
- 749 Пільва 214 км
- Медянка
- Бондюжанка
- Вільва
- Челва
- Великий Козир
- Личевка
- Локшерка
- 847 Вишера 416 км
- 868 Мошевиця 41 км
- Борова
- 886 Усолка 57 км
- Поповка
- Медведиця
- 914 Толич 13 км
- 916 Зирянка 53 км
- 924 Ленва 21 км
- 926 Яйва 304 км
- Сітовка
- Івановка
- Позь
- Синьва
- Ємельяниха
- Лись
- Верхній Лух
- Осиновка
- Бистра
- Пашовка
- Челва
- Косьва
- Осинова
- Чорна
- Нижній Лух
- Великий Вісім
- Мельнична

## Політична географія
Основні порти і пристані: Солікамськ, Березнікі, Льовшино, Перм, Краснокамськ, Чайковський, Сарапул, Камбарка, Набережні Челни, Чистополь. Від Пермі регулярні пасажирські рейси до Москви, Нижнього Новгорода, Астрахані і Уфи.
Міста:
| Місто           | Кількість жителів |
| Солікамськ      | 97 269            |
| Усольє          | 5 378             |
| Березники       | 165 950           |
| Чермоз          | 4 065             |
| Добрянка        | 35 814            |
| Перм            | 987 200           |
| Краснокамськ    | 52 633            |
| Нитва           | 20 464            |
| Оханськ         | 7 601             |
| Оса             | 22 466            |
| Чайковський     | 82 898            |
| Сарапул         | 99 385            |
| Камбарка        | 12 271            |
| Агідель         | 18 992            |
| Мензелінськ     | 16 391            |
| Менделєєвськ    | 22 257            |
| Набережні Челни | 507 900           |
| Элабуга         | 70 024            |
| Нижньокамськ    | 226 895           |
| Чистополь       | 61 111            |